# Teatro d'ira - Vol. I
Teatro d'ira - Vol. I è il secondo album in studio del gruppo musicale italiano Måneskin, pubblicato il 19 marzo 2021 dalla Sony Music e dalla RCA Records.
Il disco, premiato in Ungheria con il Fonogram Award all'album o registrazione internazionale dell'anno di categoria hard rock/metal, è stato posizionato al nono posto della classifica dei venti migliori dischi italiani dell'anno stilata da Rolling Stone Italia.

## Descrizione
Si tratta della prima parte di un progetto discografico più ampio interamente scritto dai quattro componenti del gruppo. A differenza del precedente Il ballo della vita, il disco è stato registrato interamente in presa diretta al fine di ricreare la stessa atmosfera che i Måneskin hanno provato durante i concerti tenuti negli anni precedenti. Tale concetto è stato ribadito dal gruppo nel corso della presentazione dell'album:
Tra gli otto brani presenti vi è Coraline, scritto in una stanza di hotel da Damiano David (ispirandosi alla compagna Giorgia Soleri) e Raggi. Riguardo alla scelta del titolo, David ha specificato che esso non rappresenta un omaggio all'omonimo romanzo di Neil Gaiman, bensì trae ispirazione da una storia vera, aggiungendo che la storia narrata non ha alcun lieto fine; il testo tratta infatti la vita di una ragazza fragile che sin dalla giovane età non trova il proprio spazio nel quale esprimersi e inizia lentamente a chiudersi in se stessa.

## Promozione
Il 30 ottobre 2020 i Måneskin hanno pubblicato il primo singolo Vent'anni, accompagnato una settimana più tardi dal relativo video musicale. Il singolo ha ottenuto un buon successo in Italia, venendo certificato disco di platino dalla FIMI per le oltre 70 000 unità vendute.
Nel mese di dicembre 2020 è stato annunciato il secondo singolo Zitti e buoni in concomitanza con la partecipazione del gruppo al Festival di Sanremo 2021. Il brano ha successivamente trionfato alla manifestazione, permettendo alla formazione di rappresentare l'Italia all'Eurovision Song Contest, evento al quale sono risultati vincitori.
Nel periodo successivo all'Eurovision, il quartetto ha avuto modo di esibirsi in vari programmi televisivi europei durante i quali hanno eseguito sia Zitti e buoni sia il brano I Wanna Be Your Slave. Quest'ultimo è stato estratto come terzo singolo dall'album inizialmente in Svezia e successivamente anche nel Regno Unito e in Italia. Il 6 agosto 2021 è uscita una nuova versione del brano realizzata in collaborazione con il cantante statunitense Iggy Pop.

## Accoglienza
| Recensione        | Giudizio |
| ----------------- | -------- |
| All Music Italia  | 8+/10    |
| Newsic            | 9/10     |
| Ondarock          | 5/10     |
| Rockol            | 8.5/10   |
| Enrico Silvestrin | 3.5/10   |

Teatro d'ira - Vol. 1 ha ricevuto un'accoglienza mista da parte della critica specializzata. Sebbene abbia ottenuto il plauso da siti e riviste come Rockol, Newsic, e Rolling Stone Italia, Ondarock ha assegnato un punteggio di 5 su 10 all'album, riportando che «questo ottetto di brani del primo volume è ancora poco per un verdetto definitivo, ma mostra comunque una qualche crescita rispetto all'esordio, seppure senza particolari entusiasmi». Il divulgatore musicale Enrico Silvestrin ha stroncato l'album assegnandogli una valutazione pari a 3,5/10 e dichiarando che si tratta di «un disco per adolescenti, è l'equivalente di una maglia dei Ramones che compri all'OVS».

## Tracce
Testi e musiche di Damiano David, Victoria De Angelis, Thomas Raggi e Ethan Torchio.
1. Zitti e buoni – 3:14
2. Coraline – 5:00
3. Lividi sui gomiti – 2:45
4. I Wanna Be Your Slave – 2:53
5. In nome del padre – 3:39
6. For Your Love – 3:50
7. La paura del buio – 3:29
8. Vent'anni – 4:13

Traccia bonus nell'edizione giapponese
1. I Wanna Be Your Slave (Måneskin & Iggy Pop) – 2:51

Tracce bonus nella Japan Tour Edition
1. For Your Love (Live @ Roxy Los Angeles)
2. I Wanna Be Your Slave (Live @ Roxy Los Angeles)
3. Mammamia (Live @ Roxy Los Angeles)
4. Beggin' (Live @ Roxy Los Angeles) (Peggy Farina, Bob Gaudio)

## Formazione
Gruppo
- Damiano David – voce
- Victoria De Angelis – basso
- Thomas Raggi – chitarra
- Ethan Torchio – batteria

Produzione
- Fabrizio Ferraguzzo – produzione
- Måneskin – produzione
- Enrico La Falce – registrazione, missaggio, mastering
- Luca Pellegrini – registrazione
- Enrico Brun – produzione aggiuntiva

## Successo commerciale
Teatro d'ira - Vol. I ha debuttato in cima alla Classifica FIMI Album a fronte del successo ottenuto dal gruppo al Festival di Sanremo. Con la successiva vittoria all'Eurovision Song Contest, il disco è entrato in svariate classifiche europee. Negli Stati Uniti d'America l'album ha raggiunto la settima posizione della World Albums Chart stilata da Billboard.
Pur non essendo uscito come singolo, la seconda traccia Coraline ha ottenuto un buon successo, risultato il terzo video più in tendenza su YouTube ed entrando nelle prime cinque posizioni delle classifiche finlandese, greca e lituana a seguito del trionfo del gruppo all'Eurovision Song Contest 2021; in madrepatria è stato inoltre certificato disco di platino dalla Federazione Industria Musicale Italiana. Nel febbraio 2022 lo stesso brano è stato eseguito dal vivo durante la prima serata del Festival di Sanremo 2022.

## Classifiche

### Classifiche settimanali
| Classifica (2021-23)       | Posizione massima |
| -------------------------- | ----------------- |
| Austria                    | 5                 |
| Belgio (Fiandre)           | 3                 |
| Belgio (Vallonia)          | 3                 |
| Canada                     | 62                |
| Croazia                    | 1                 |
| Danimarca                  | 4                 |
| Finlandia                  | 1                 |
| Francia                    | 25                |
| Germania                   | 11                |
| Grecia                     | 7                 |
| Irlanda                    | 29                |
| Islanda                    | 2                 |
| Italia                     | 1                 |
| Lettonia                   | 2                 |
| Lituania                   | 1                 |
| Norvegia                   | 2                 |
| Paesi Bassi                | 2                 |
| Polonia                    | 4                 |
| Portogallo                 | 6                 |
| Regno Unito                | 49                |
| Regno Unito (rock & metal) | 1                 |
| Repubblica Ceca            | 2                 |
| Slovacchia                 | 3                 |
| Spagna                     | 8                 |
| Stati Uniti (hard rock)    | 19                |
| Svezia                     | 1                 |
| Svizzera                   | 5                 |
| Ungheria                   | 39                |

### Classifiche di fine anno
| Classifica (2021) | Posizione |
| ----------------- | --------- |
| Austria           | 19        |
| Belgio (Fiandre)  | 20        |
| Belgio (Vallonia) | 70        |
| Danimarca         | 50        |
| Finlandia         | 5         |
| Francia           | 182       |
| Islanda           | 9         |
| Italia            | 3         |
| Norvegia          | 11        |
| Paesi Bassi       | 14        |
| Polonia           | 23        |
| Portogallo        | 89        |
| Spagna            | 52        |
| Svezia            | 10        |
| Svizzera          | 32        |
| Classifica (2022) | Posizione |
| Belgio (Fiandre)  | 73        |
| Belgio (Vallonia) | 112       |
| Italia            | 14        |
| Lituania          | 5         |
| Spagna            | 84        |
| Classifica (2023) | Posizione |
| Italia            | 70        |